# Jelena Kosťučenková
Jelena Gennaďjevna Kosťučenková (rusky Елена Геннадьевна Костюченко; * 25. září 1987 Jaroslavl) je ruská opoziční novinářka, publicistka a LGBT aktivistka. Po odchodu z Ruska žije v Německu.

## Životopis
Jelena Kosťučenková začala přispívat do novin již ve čtrnácti letech, a to do regionálního periodika Severnyj kraj. Inspirací pro ni byla slavná ruská novinářka Anna Politkovská. V roce 2004 se přestěhovala do Moskvy, kde se zapsala na Lomonosovovu univerzitu ke studiu žurnalistiky. O rok později začala pracovat jako zvláštní zpravodajka pro list Novaja gazeta. Zabývala se zde především referováním o životních obtížích obyvatelstva bližší i vzdálenější moskevské periférie, tj. psala o prostituci, bezdomovectví, alkoholismu či hmotné nouzi. Též obsáhle informovala o masové vraždě ve vesnici Kuščjovskaja a o procesu se skupinou Pussy Riot.
Na podzim roku 2008 se Kosťučenková pokusila infiltrovat organizaci Roza Mira, zabývající se školením v oblasti osobního růstu. Bez povolení redakce Novaja gazeta začala vyšetřovat sebevraždu modelky Ruslany Koršunovové, která se před svou smrtí těchto školení zúčastnila. Během svého pátrání ale Kosťučenková onemocněla těžkou depresí a musela se léčit na psychiatrické klinice.
Dne 1. září 2015 Kosťučenková informovala o nepovolené protestní akci šesti žen, které přišly o příbuzné při útoku na beslanskou školu, a o jejich soudním procesu, ve kterém byly uznány vinnými.
Po Ruské invazi na Ukrajinu publikovala reportáže z Oděsy, Mykolajivu a Chersonu. Její cesta do Mariupolu byla zrušena, protože se zde měla dle svých vlastních slov stát obětí vraždy připravované čečenskými vojáky.
Na konci března 2022 Novaja gazeta pozastavila svou činnost, neboť jí hrozilo trestní stíhání, a texty Kosťučenkové odstranila ze svého webu; novou práci si našla v Meduze. Dne 2. dubna 2022 Kosťučenková odjela z Ukrajiny do Německa. O týden později oznámila svůj záměr vrátit se do Ruska, ale na naléhání šéfredaktora Novaja gazeta Dmitrije Muratova, jenž se obával o její život, zůstala v Německu.
V říjnu 2022 byla pravděpodobně při cestě vlakem z Berlína do Mnichova otrávena neznámou látkou. Zprvu se domnívala, že její stav souvisí s covidem-19. Testy na otravu proběhly až v době, kdy už zřejmě nebylo možné případné stopy jedu v těle detekovat.

### Aktivity v LGBT hnutí
Jelena Kosťučenková se otevřeně přihlásila ke své lesbické orientaci. V roce 2011, před svou účastí na průvod gay pride v Moskvě, zveřejnila výzvu s názvem „Proč dnes jdu na průvod gay pride“, ve které se důrazně vyslovila proti homofobii, diskriminaci gayů a leseb a požadovala rovná práva pro sexuální menšiny. V den akce, 28. května 2011, ji napadl ruský pravoslavný aktivista Roman Lisunov. Po tomto incidentu byla převezena do nemocnice s podezřením na otřes mozku.
V letech 2012–2013 uspořádala pod okny Státní dumy čtyřikrát lesbickou akci Den polibků. Tato shromáždění se konala ve stejnou dobu, kdy se projednával návrh zákona zakazujícího „propagandu netradičních sexuálních vztahů mezi nezletilými“.

## Ocenění
- V květnu 2013 byla jednou ze sedmi osob, které získaly cenu „Svobody“ za reportáž o protestech v Žanaozenu.[5]
- V roce 2013 dostala norskou cenu Fritt Ord.
- Byla řečnicí na Oslo Freedom Forum v roce 2015.
- V roce 2015 dostala cenu od European Press Prize.

## Publikace
- Нам здесь жить. АСТ, Moskva 2015. ISBN 978-5-17-088777-4.
- Moje Rusko: Zprávy ze ztracené země. Argo, Praha 2024. ISBN 978-80-257-4316-4